# Partido de Tornquist
Partido de Tornquist är en kommun i Argentina.   Den ligger i provinsen Buenos Aires, i den centrala delen av landet, 500 km sydväst om huvudstaden Buenos Aires. Antalet invånare är 11 759.
Omgivningarna runt Partido de Tornquist är en mosaik av jordbruksmark och naturlig växtlighet. Runt Partido de Tornquist är det mycket glesbefolkat, med 3 invånare per kvadratkilometer.
Kommunen är namngiven efter Ernesto Tornquist.